# Salli Saffioti
Salli Saffioti, nota anche con lo pseudonimo di Celeste Henderson (Oceanside, 11 giugno 1976), è un'attrice e doppiatrice statunitense, nota principalmente per i ruoli di Ingrid Hunnigan nella saga videoludica di Resident Evil, Ming in Lost Odyssey, Razia in Prince of Persia: Le sabbie dimenticate, Vedova Nera in Spider-Man: Il regno delle ombre, Thalyssra in World of Warcraft: Legion e sia Clawdeen Wolf che Cleo de Nile nel franchise di Monster High.

## Filmografia

### Attrice

#### Cinema
- The Week That Girl Died, regia di Sean Travis (1998)
- Un giorno senza messicani (A Day Without a Mexican), regia di Sergio Arau (2004)
- Welcome to September, regia di Phil Scarpaci (2005)
- Hard Four, regia di Charles Dennis (2007)
- Watchmen, regia di Zack Snyder (2009)
- Memphis Calling, regia di Colin Mitchell - cortometraggio (2009)
- Labor Intensive, regia di Colin Mitchell - cortometraggio (2009)
- The Space Between, regia di Travis Fine (2010)
- Rabbit Hole, regia di John Cameron Mitchell (2010)
- High Threat Scenario, regia di Ron Luscinski - cortometraggio (2012)
- Ghislaine Maxwell: soldi, potere e perversione (Ghislaine Maxwell: Filthy Rich), regia di Maiken Baird e Lisa Bryant (2022)

#### Televisione
- In the House - serie TV, 2 episodi (1996-1997)
- Crisis Center - serie TV, episodio 1x03 (1997)
- Good News - serie TV, episodio 1x04 (1997)
- Chicago Hope - serie TV, episodio 5x05 (1998)
- Tracey Takes On... - serie TV, 5 episodi (1998-1999)
- E.R. - Medici in prima linea (ER) - serie TV, 2 episodi (2001)
- The Agency - serie TV, episodio 1x09 (2001)
- Tris di cuori (For Your Love) - serie TV, episodio 5x04 (2002)
- 8 semplici regole (8 Simple Rules) - serie TV, episodio 2x02 (2003)
- The Handler - serie TV, episodio 1x03 (2003)
- Miss Match - serie TV, episodio 1x08 (2003)
- The District - serie TV, episodio 4x16 (2004)
- NYPD - New York Police Department (NYPD Blue) - serie TV, episodio 12x08 (2004)
- In Justice - serie TV, episodio 1x04 (2005)
- Crossing Jordan - serie TV, episodio 5x15 (2005)
- In Plain Sight - Protezione testimoni (In Plain Sight) - serie TV, episodio 3x05 (2010)
- Major Crimes - serie TV, episodio 5x15 (2017)
- Shameless - serie TV, 2 episodi (2019)
- Calls - serie TV, 2 episodi (2021)

### Doppiatrice

#### Cinema
- I racconti del vascello nero (Tales of the Black Freighter) - film d'animazione (2009)
- Superman/Batman: Apocalypse - film d'animazione (2010)
- L'apprendista Babbo Natale: Il Natale di Nicholas (L'apprenti Père Noël) - film d'animazione (2010)
- Monster High - Una nuova Mostramica alla Monster High (Monster High: New Ghoul @ School) - film d'animazione (2010)
- Monster High: Fright On! - film d'animazione (2011)
- Monster High - Perché gli spiriti si innamorano? (Monster High: Why Do Ghouls Fall in Love?) - film d'animazione (2012)
- Monster High: Escape from Skull Shores - film d'animazione (2012)
- Monster High - Le paure del Venerdì sera (Monster High: Friday Night Frights) - film d'animazione (2012)
- Monster High - Una festa mostruosa (Monster High: Ghouls Rule) - film d'animazione (2012)
- Monster High: Scaris, City of Frights - film d'animazione (2013)
- Monster High - I 13 desideri (Monster High: 13 Wishes) - film d'animazione (2013)
- Monster High - Ciak, si grida! (Monster High: Frights, Camera, Action!) - film d'animazione (2014)
- Monster High - Fusioni mostruose (Monster High: Freaky Fusion) - film d'animazione (2014)
- Ever After High: Spring Unsprung - film d'animazione (2015)
- Monster High - S.O.S Fantasmi (Monster High: Haunted) - film d'animazione (2015)
- Monster High - Bù York, Bù York (Monster High: Boo York, Boo York) - film d'animazione (2015)
- Monster High - Tuffo negli abissi (Monster High: Great Scarrier Reef) - film d'animazione (2016)
- Benvenuti alla Monster High (Welcome to Monster High) - film d'animazione (2016)
- Monster High - Elettrizzante (Monster High: Electrified) - film d'animazione (2017)
- Mamma, ho scoperto gli gnomi! (Gnome Alone) - film d'animazione (2017)
- Scooby-Doo! e il Fantasma Rosso (Scooby-Doo! and the Gourmet Ghost) - film d'animazione (2018)
- Spycies - Agenti segretissimi (Spycies) - film d'animazione (2020)
- Violet Evergarden: Il film (劇場版 ヴァイオレット・エヴァーガーデン, Gekijôban Vaioretto Evâgâden) - film d'animazione (2020)
- Barbie: Grande Città, Grandi Sogni (Barbie: Big City, Big Dreams) - film d'animazione (2021)
- Reimagined Volume I: Nyssa - corto animato (2022)
- Resident Evil: L'isola della morte (バイオハザード:デスアイランド?, Baiohazādo: Desu Airando) - film d'animazione (2023)
- Adventures of the Great Wolf Pack - film d'animazione (2023)

#### Televisione
- Monster High - serie animata, episodio 2x01 (2011)
- Mad - serie animata, episodio 2x10 (2011)
- Polly Pocket - serie animata, episodio 3x01 (2012)
- The Dragon Dentist - miniserie animata, 2 episodi (2017)
- Monster High: The Adventures Of The Ghoul Squad - serie animata, 5 episodi (2017)
- Enchantimals: Tales from Everwilde' - serie animata, 8 episodi (2018-2019)
- We Bare Bears - Siamo solo orsi (We Bare Bears) - serie animata, episodio 4x37 (2019)
- Dreamland - podcast, 6 episodi (2019)
- Curioso come George (Curious George) - serie animata, episodio 12x12 (2020)
- Enchantimals: Spring Into Harvest Hills - special animato (2020)
- Animaniaci (Animaniacs) - serie animata, 3 episodi (2020-2021)
- Anfibia (Amphibia) - serie animata, episodio 2x16 (2021)
- American Dad! - serie animata, episodio 16x07 (2021)
- High Guardian Spice - serie animata, 4 episodi (2021)
- Scarlet Nexus (スカーレットネクサス, Sukāretto nekusasu) - anime, 26 episodi (2021)
- Acquasilente (Stillwater) - serie animata, 4 episodi (2021-2023)
- Arcane - serie animata, 2 episodi (2021-2024)
- Monster High - serie animata, 21 episodi (2022-2024)
- Noi piccoli orsetti (We Baby Bears) - serie animata, 3 episodi (2023)
- Costruttori di Bugs Bunny (Bugs Bunny Builders) - serie animata, episodio 1x36 (2023)
- What If...? - serie animata, episodio 2x05 (2023)
- Good Times - serie animata, 6 episodi (2023)

#### Videogiochi
- EverQuest II (2004)
- Biohazard 4 (2005)
- Resident Evil 4 (2005)
- Destroy All Humans! (2005)
- EverQuest II: Desert of Flames (2005)
- The Sopranos: Road to Respect (2006)
- Saints Row (2006)
- Agatha Christie: Assassinio sull'Orient Express (Agatha Christie: Murder on the Orient Express) (2006)
- Lost Odyssey (2007)
- Fable II (2008)
- Tak and the Guardians of Gross (2008)
- Saints Row 2 (2008)
- Spider-Man: Il regno delle ombre (Spider-Man: Web of Shadows) (2008)
- Fracture (2008)
- Endwar (2008)
- Destroy All Humans! Path of the Furon (2008)
- Eat Lead: The Return of Matt Hazard (2009)
- Resistance: Retribution (2009)
- Grey's Anatomy: The Video Game (2009)
- Monsters vs. Aliens (2009)
- Red Faction: Guerrilla (2009)
- Dragon Age: Origins (2009)
- The Saboteur (2009)
- White Knight Chronicles (2010)
- Marvel Super Hero Squad: The Infinity Gauntlet (2010)
- Prince of Persia: Le sabbie dimenticate (Prince of Persia: The Forgotten Sands) (2010)
- Gears of War 3 (2011)
- Skylanders: Spyro's Adventure (2011)
- Star Wars: The Old Republic (2011)
- Kingdoms of Amalur: Reckoning (2012)
- Diablo III (2012)
- Skylanders: Giants (2012)
- Dragon's Dogma (2012)
- Steel Battalion: Heavy Armor (2012)
- Resident Evil: Damnation (2012)
- Resident Evil 6 (2012)
- Metal Gear Rising: Revengeance (2013)
- Skylanders: Swap Force (2013)
- Batman: Arkham Origins (2013)
- Lightning Returns: Final Fantasy XIII (2014)
- Infamous: Second Son (2014)
- Hearthstone (2014)
- Smite (2014)
- Infamous: First Light (2014)
- Skylanders: Trap Team (2014)
- Final Fantasy XIV: A Realm Reborn (2015)
- Batman: Arkham Knight (2015)
- Skylanders: SuperChargers (2015)
- Fallout 4 (2015)
- LEGO Dimensions (2015)
- Armored Warfare (2015)
- Halo 5: Guardians (2015)
- Monster High New Ghoul in School (2015)
- Hitman (2016)
- World of Warcraft: Legion (2016)
- Uncharted 4: Fine di un ladro (Uncharted 4: A Thief's End) (2016)
- Final Fantasy XV (2016)
- Fire Emblem Heroes (2017)
- Horizon Zero Dawn (2017)
- Fortnite (2017)
- Agents of Mayhem (2017)
- Resident Evil 4 (2018)
- Monster Hunter: World (2018)
- World of Warcraft: Battle for Azeroth (2018)
- Paladins (Paladins: Champions of the Realm) (2018)
- LEGO DC Super-Villains (2018)
- Epic Seven (2018)
- Spyro: Reignited Trilogy (2018)
- Hitman 2 (2018)
- Just Cause 4 (2018)
- Fire Emblem: Three Houses (2019)
- Remnant: From the Ashes (2019)
- Rage 2: Rise of the Ghosts (2019)
- Death Stranding (2019)
- Guardian Tales (2020)
- Destiny 2: Beyond Light (2020)
- The Walking Dead: Saints & Sinners (2020)
- The Last of Us Parte II (The Last of Us: Part II) (2020)
- Crash Bandicoot 4: It's About Time (2020)
- Call of Duty: Black Ops Cold War (2020)
- World of Warcraft: Shadowlands (2020)
- Twin Mirror (2020)
- Scarlet Nexus (2021)
- Everspace 2 (2021)
- New World (2021)
- Chocobo GP (2022)
- Lost Ark (2022)
- Horizon Forbidden West (2022)
- Destiny 2: The Witch Queen (2022)
- Triangle Strategy (2022)
- Diablo Immortal (2022)
- The Elder Scrolls Online: High Isle (2022)
- Neon White (2022)
- Fire Emblem Warriors: Three Hopes (2022)
- Star Ocean: The Divine Force (2022)
- World of Warcraft: Dragonflight (2022)
- Fortnite: Chapter 4 (2022)
- Destiny 2: Lightfall (2023)
- The Elder Scrolls Online: Necrom (2023)
- Diablo IV (2023)
- Atlas Fallen (2023)
- Starfield (2023)
- Call of Duty: Modern Warfare III (2023)
- Suicide Squad: Kill the Justice League (2024)
- Fallout 76: Skyline Valley (2024)
- Batman: Arkham Shadow (2024)
- Call of Duty: Black Ops 6 (2024)

## Doppiatrici italiane
Nelle versioni in italiano delle opere in cui ha recitato, Melanie Chandra è stata doppiata da:
- Orsetta De Rossi in E.R. - Medici in prima linea

Come doppiatrice, è stata sostituita da:
- Lorella De Luca in Resistance: Retribution, Monster Hunter: Wilds
- Cinzia Massironi in Resident Evil 6, New World (magistrato Bond)
- Lucy Matera in Prince of Persia - Le sabbie dimenticate
- Giuliana Atepi in Skylanders: Giants
- Francesca Perilli in Fallout 4
- Paola Della Pasua in Destiny 2
- Cristiana Rossi in Monster Hunter: World
- Dario Sansalone in Remnant: From The Ashes (Noah)
- Eleni Molos in Remnant: From The Ashes (Helen)
- Annalisa Longo in New World (survivalista Severino)
- Francesca Tretto in New World (comandante Siegel)
- Maura Marenghi in New World (alchimista Long)
- Elena Gianni in Horizon Forbidden West